# Ниденштајн
Ниденштајн (њем. Niedenstein) град је у њемачкој савезној држави Хесен. Једно је од 27 општинских средишта округа Швалм-Едер. Према процјени из 2010. у граду је живјело 5.393 становника. Посједује регионалну шифру (AGS) 6634018.

## Географски и демографски подаци
Ниденштајн се налази у савезној држави Хесен у округу Швалм-Едер. Град се налази на надморској висини од 337 метара. Површина општине износи 30,6 km². У самом граду је, према процјени из 2010. године, живјело 5.393 становника. Просјечна густина становништва износи 176 становника/km².

## Међународна сарадња
| Мјесто | Држава    | Врста сарадње | Од    |
| ------ | --------- | ------------- | ----- |
|        | Француска | партнерство   | 1977. |
| Извор  |           |               |       |